# AMD Alarus
El AMD Alarus CH2000 es un avión biplaza utilizado principalmente para el entrenamiento de vuelo. Fue fabricado por Aircraft Manufacturing and Design Co. en Eastman, Georgia. Se caracteriza por ser un avión de ala baja, que dispone de una puerta ubicada sobre cada ala. Se puede considerar como el competidor del entrenador de vuelo Diamond DA20.
A partir de 2011, AMD ya no produce esta aeronave, aunque la compañía Zenair proporciona soporte para los repuestos.

## Variantes

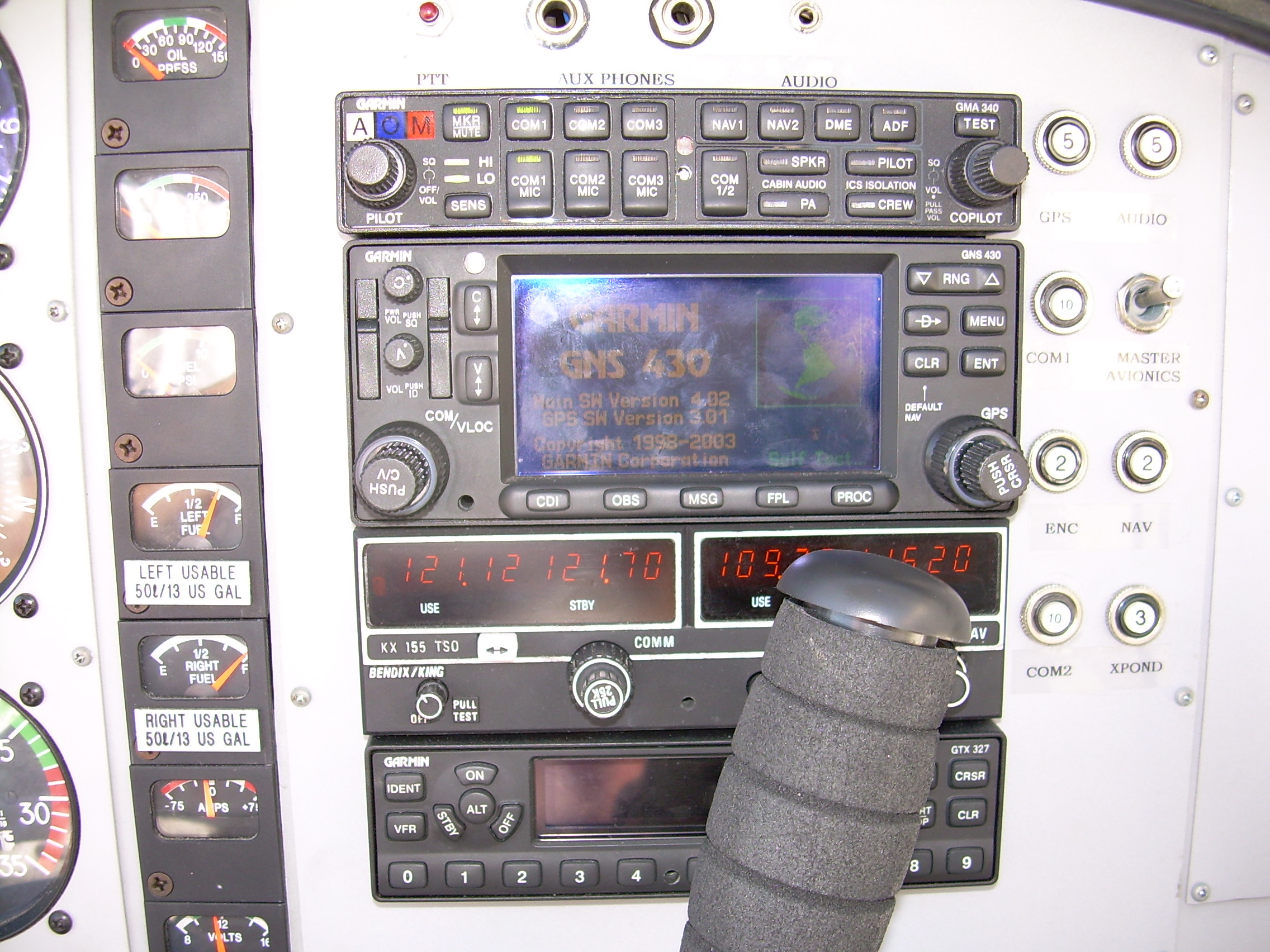
Panel central de un AMD Alarus

El Alarus se ofreció en dos variantes: como avión de uso general AMD Alarus CH2000 y como avión de vigilancia táctica militar SAMA CH2000 (MTSA).

### SAMA CH2000
El SAMA CH2000 es una variante de vigilancia militar del Alarus. Está equipado con visión infrarroja delantera: un multisensor de imágenes que ofrece buen rendimiento y precisión.
La aeronave también está equipada con sistemas de comunicación especializados en transmisiones seguras aire aire y aire tierra, además está equipado para misiones diurnas y nocturnas. Este avión se fabrica en Amán, Jordania y Bagdad, Irak .
Los primeros SAMA CH2000 se entregaron al Escuadrón 70.º de la Fuerza Aérea Iraquí, con sede en Basora, el 29 de octubre de 2004. La Fuerza Aérea Iraquí adquirió entre 8 y 16 aviones a un costo de USD $ 5.8 millones con entregas completadas a finales de marzo de 2005.

### Zenair CH 640
Consiste en un avión de construcción casera derivado del Alarus con cuatro asientos.

## Operadores
El Alarus es utilizado por algunas escuelas de vuelo en los Estados Unidos. En febrero de 2008 había 113 CH2000 Alarus registrados en EE. UU. y cuatro en Canadá.
El primer usuario militar del CH2000 fue la Fuerza Aérea Iraquí, que actualmente opera 16 aviones, que fueron destinados al escuadrón de reconocimiento número 70.º iraquí. 
La Fuerza Aérea del Perú recibió seis CH2000 construidos bajo licencia por el Servicio de Mantenimiento (SEMAN Perú) con algunas modificaciones personalizadas. La versión peruana se llama Antarqui, nombre de un chasqui o chamán mitológico al servicio del Imperio incaico con poderes mágicos que le permitían volar por el cielo.

## Operadores militares
- Irak

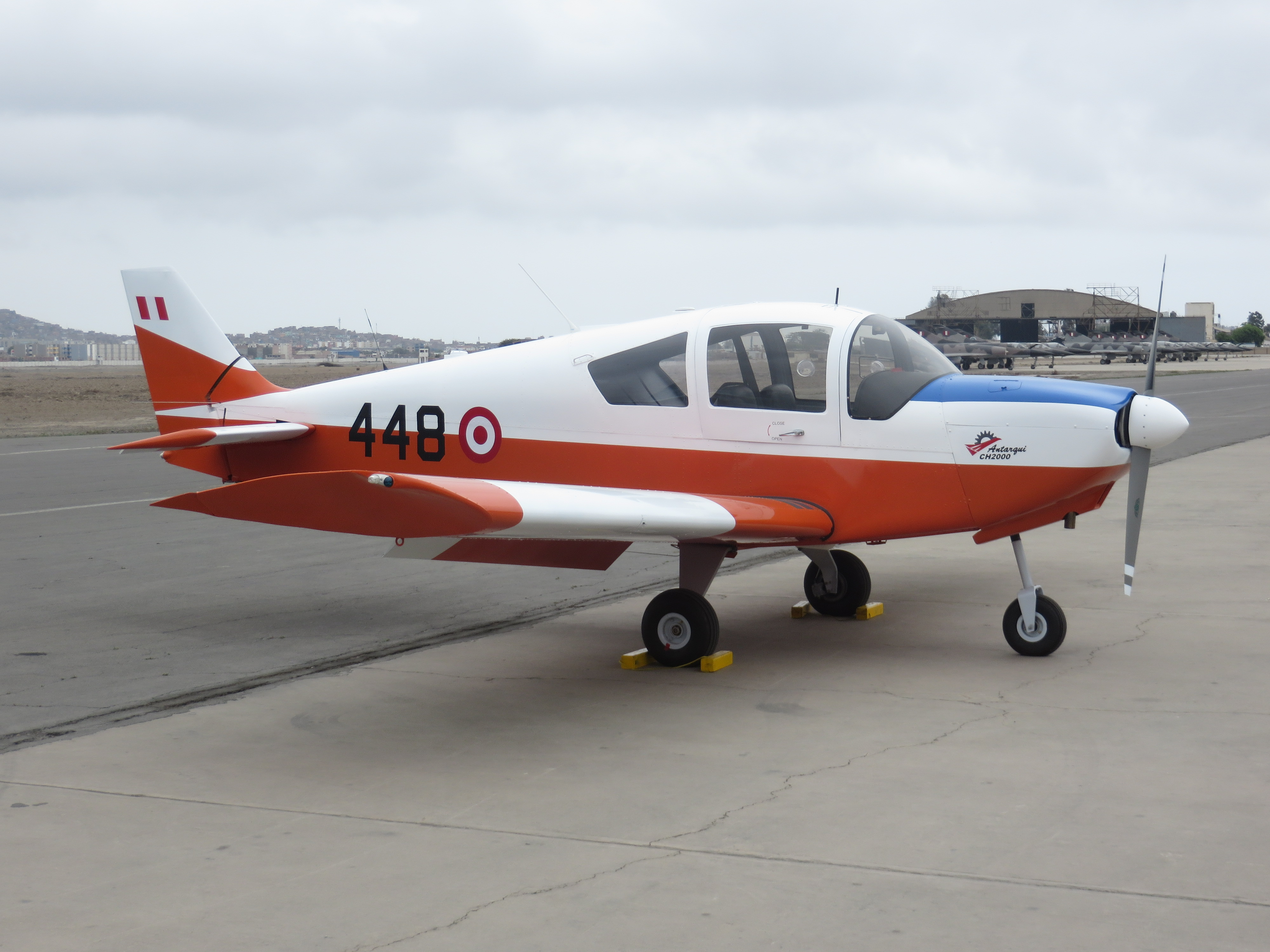
Fuerza Aérea peruana AMD Alarus CH2000, denominado localmente Antarqui, construido bajo licencia por SEMAN

  - Fuerza Aérea Iraquí: 70.º escuadrón.

- Perú
  - Fuerza Aérea del Perú[10]

## Especificaciones
Especificaciones técnicas.
- Capacidad: Biplaza
- Longitud: 7.01 m
- Envergadura: 8.79 m
- Altura: 2.08 m
- Superficie alar: 12.7 m²
- Peso vacío: 492 kg equipado con VFR básico
- Peso máximo al despegue: 767 kg
- Capacidad de combustible: 106 litros
- Planta motriz: 1 × Lycoming O-235-N2C de cuatro cilindros, motor de cuatro tiempos, 116 hp (87 kW)
- Propulsores: 2 palas Sensenich fijas de 1.83 m de diámetro

Rendimiento
- Velocidad de crucero (Vc): 114 mph / 183 km/h
- Velocidad de parada: 55 mph / 89 km/h
- Velocidad nunca excedida (Vne): 143 kn (165 mph; 265 km/h)
- Alcance: 559 millas / 900 km
- Velocidad de ascenso: 3.8 m/s
- Carga del ala: 60 kg/m²
- Potencia/peso: 0.11 kW/kg